# Павлидис, Василиос (футболист)
Василиос Павлидис (греч. Βασίλειος Παυλίδης; род. 4 сентября 2002, Салоники) — греческий футболист, защитник нидерландского клуба ТОП Осс.

## Футбольная карьера
Василиос — уроженец города Салоники, второго по численности города Греции. Занимался футболом в команде «Бебидес», в 15 лет перешёл в академию «Шальке-04». Играл в юношеских командах «гельзенкирхенцев». С сезона 2020/21 тренировался с основной командой. Дебютировал в Бундеслиге 22 мая 2021 года в поединке последнего тура против «Кёльна», выйдя на замену на 89-й минуте вместо Мэттью Хоппи. К тому времени «Шальке 04» уже оформил вылет из чемпионата.
В июле 2021 года перешёл в нидерландский АЗ, подписав с клубом контракт на два года.
31 января 2023 года перешёл на правах аренды в клуб ТОП Осс до конца сезона 2022/23.
Василиос выступал за юношеские сборные Греции. Участник чемпионата Европы по футболу 2019 года среди юношей до 17 лет. Провёл на турнире все три встречи, вместе со сборной занял последнее место в группе.

## Семья
Василиос является младшим братом игрока сборной Греции и нидерландского клуба АЗ Вангелиса Павлидиса.